# Гринян
Гринян (словен. Gračišče) — поселення в общині Копер, Регіон Обално-крашка, Словенія. Висота над рівнем моря: 165,9 м.